# فراری اف۸
فراری اف۸ (به انگلیسی: Ferrari F8) یک خودروی اسپورت موتور وسط است که توسط شرکت خودروسازی ایتالیایی، فراری تولید می‌شود. این خودرو با تغییرات چشمگیر در نمای خارجی و عملکرد، جایگزین مدل ۴۸۸ است؛ که در نمایشگاه خودروی ژنو ۲۰۱۹ رونمایی شد.

## نگارخانه

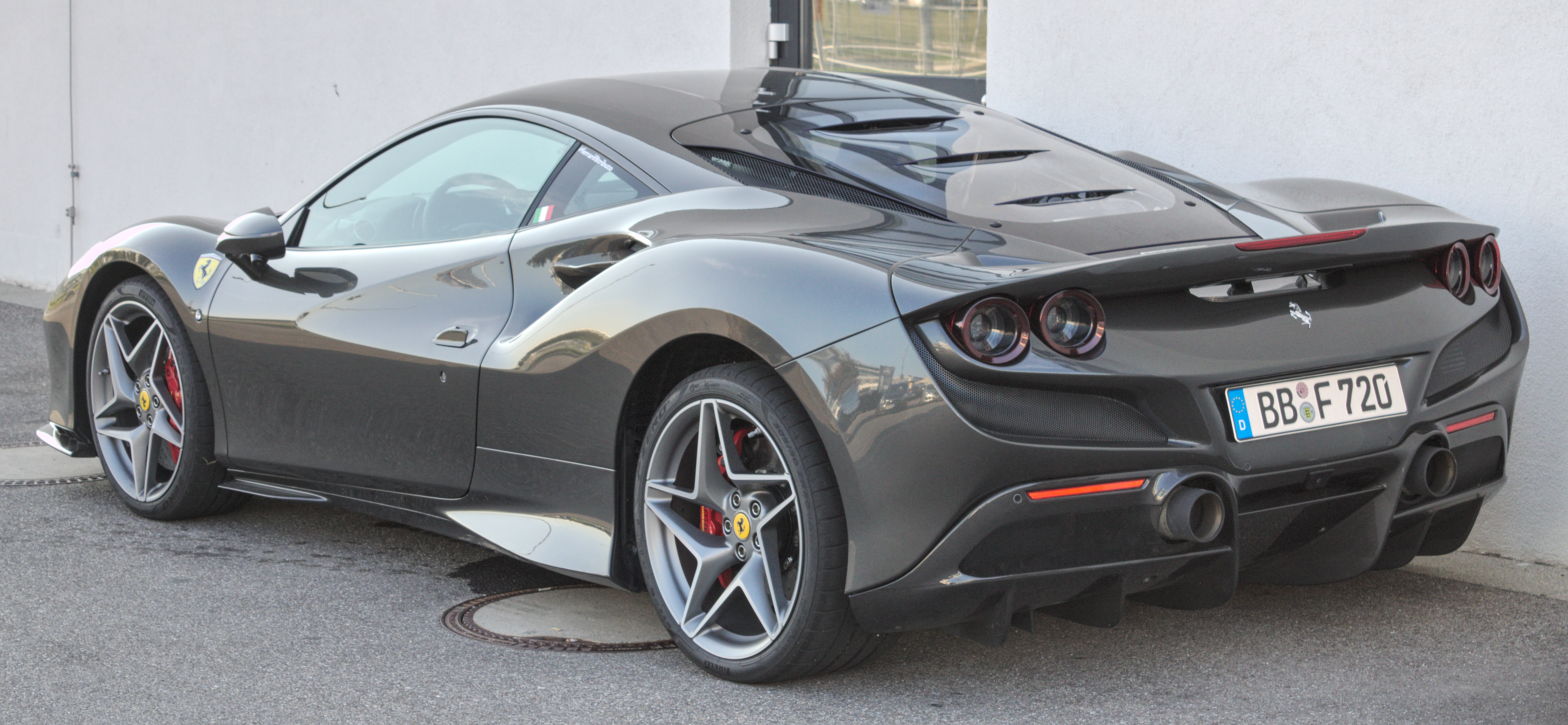
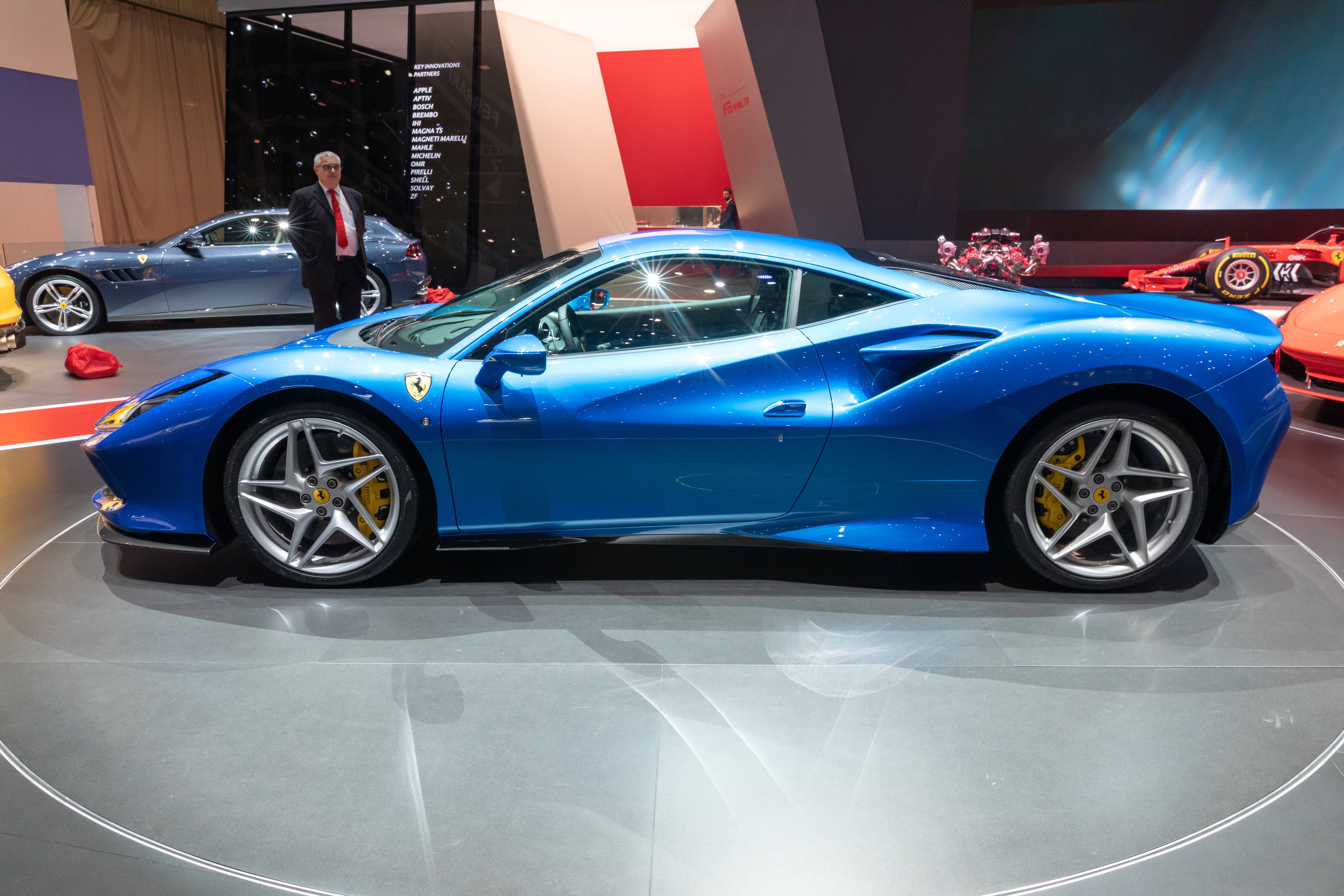